# Courteuil
Courteuil ist eine französische Gemeinde mit 578 Einwohnern (Stand: 1. Januar 2022) im Département Oise in der Region Hauts-de-France. Courteuil gehört zum Arrondissement Senlis und zum Kanton Senlis. 
Zur Gemeinde gehört die Ortschaft Saint-Nicolas-d’Acy.

## Geographie
Courteuil ist ein kleiner Vorort westlich von Senlis am Wald von Halatte. Umgeben wird Courteuil von den Nachbargemeinden Apremont im Norden und Nordwesten, Aumont-en-Halatte im Norden und Nordosten, Senlis im Osten, Avilly-Saint-Léonard im Süden und Südwesten sowie Vineuil-Saint-Firmin im Westen.

## Bevölkerungsentwicklung
| 1962                      | 1968 | 1975 | 1982 | 1990 | 1999 | 2006 | 2013 |
| ------------------------- | ---- | ---- | ---- | ---- | ---- | ---- | ---- |
| 328                       | 503  | 613  | 570  | 558  | 631  | 634  | 627  |
| Quelle: Cassini und INSEE |      |      |      |      |      |      |      |

## Sehenswürdigkeiten
Siehe auch: Liste der Monuments historiques in Courteuil
- Kirche Saint-Gervais, seit 1970 Monument historique
- Mühle Denise

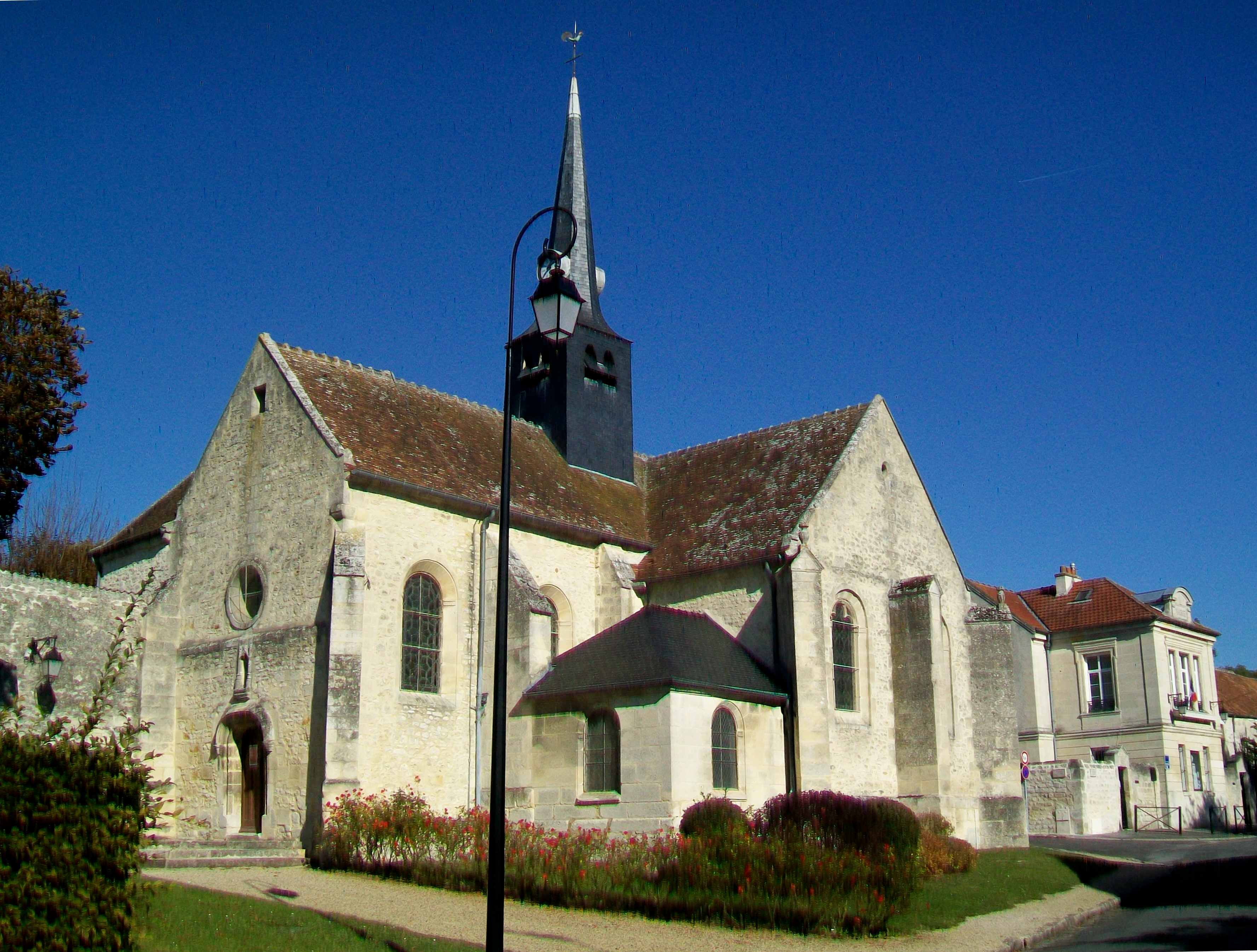
Kirche Saint-Gervais
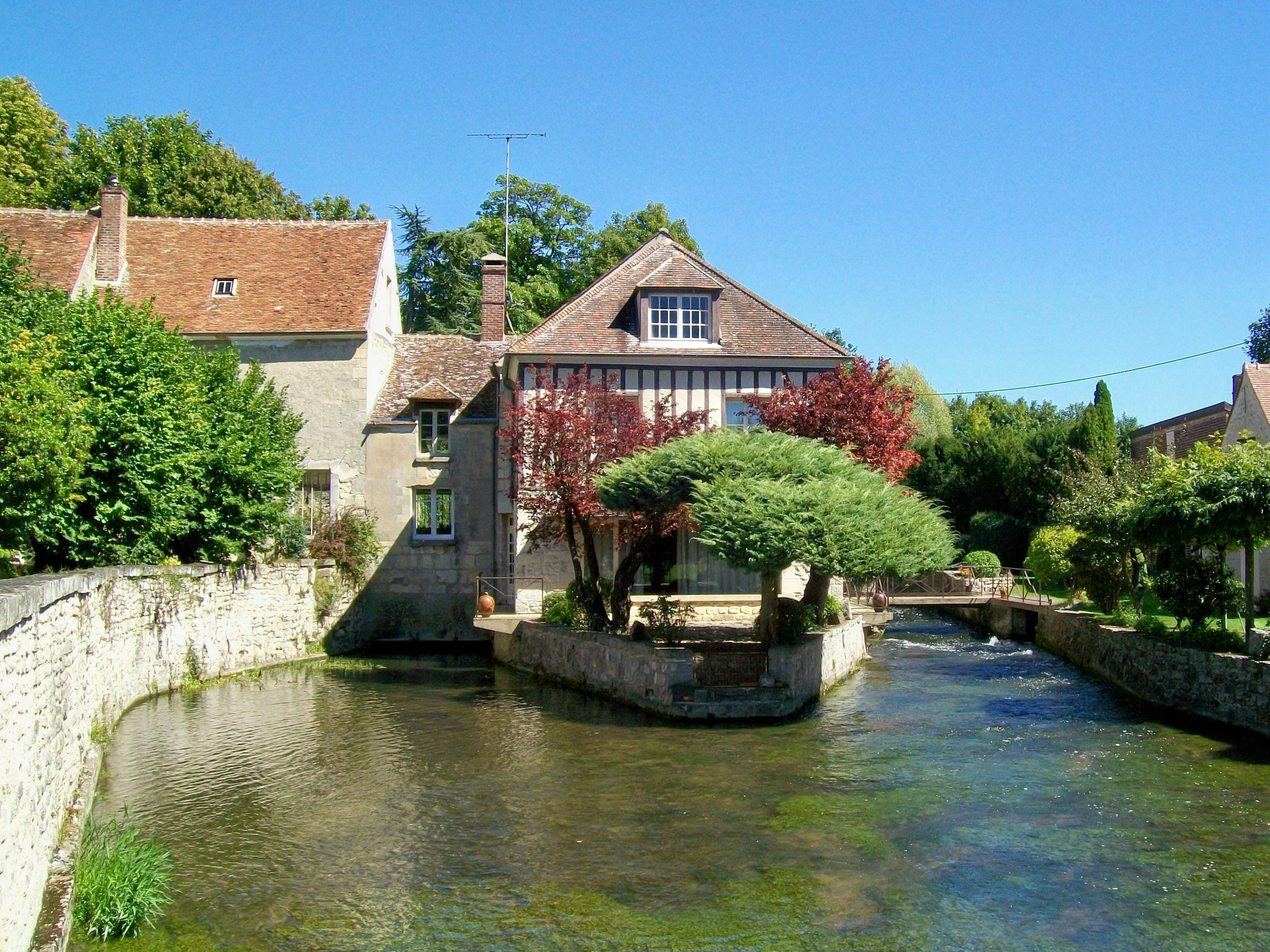
Mühle Denise

## Persönlichkeiten
- Antoine-François Prévost (1697–1763), Schriftsteller